# Comuna Tulnici, Vrancea
Tulnici este o comună în județul Vrancea, Moldova, România, formată din satele Coza, Greșu, Lepșa și Tulnici (reședința).

## Etimologie
Numele comunei Tulnici are ca temă tulnicul - un vechi instrument muzical popular de suflat, în formă de tub conic, lung de aproximativ 2 m, făcut de lemn sau coajă de tei, asemănător cu buciumul (NDU: 1539). Specific regiunilor muntoase, obiceiul de a confecționa tulnice nu se mai păstrează acum în localitate.

## Așezare geografică
Comuna este situată, în extremitatea de nord-vest a județului, la limita cu județele Covasna și Bacău, la poalele munților Vrancei în valea Putnei. Are case construite din bârne în stil tradițional acoperite cu șindrilă, cu interioare împodobite de țesături colorate. Tot în apropiere se află mănăstirea Lepșa care a fost înființată în 1869, dărâmată în 1927 și refăcută, din lemn, în 1936. Altitudinea este de 480 m deasupra nivelului mării.

## Istorie
La sfârșitul secolului al XIX-lea, comuna făcea parte din plasa Vrancea a județului Putna și era formată din satele Lepșa și Tulnici, cu 939 de locuitori. În comună funcționau o biserică și patru mori de apă. În anii 1859-1860, satul Tulnici înregistra o populație de 831 de locuitori, iar satul Lepșa – 26. În anul 1889, satul Tulnici avea o populație de 689 de locuitori.
În anul 1912, satul Tulnici avea o populație de 1210 de locuitori, iar satul Lepșa – 74. Anuarul Socec din 1925 o consemnează în aceeași plasă și cu aceeași alcătuire, având o populație de 1140 de locuitori, În anul 1930, satul Tulnici înregistra o populație de 1.574 de locuitori. În anul 1931, comunei Tulnici îi se alipește și satul Coza (până atunci, la comuna Păulești).
În 1950, comuna a fost arondată raionului Focșani din regiunea Putna, apoi (după 1952) din regiunea Bârlad și (după 1956) din regiunea Galați. După reorganizarea administrativă din 1968, a fost transferată la județul Vrancea, alipindu-i-se și satele comunei Păulești, care a fost desființată atunci. Comuna Păulești s-a separat din nou în 2004, dată de la care comuna Tulnici are componența actuală.

## Demografie
Componența etnică a comunei Tulnici
     Români (94,25%)
     Alte etnii (0,12%)
     Necunoscută (5,63%)
Componența confesională a comunei Tulnici
     Ortodocși (93,62%)
     Alte religii (0,63%)
     Necunoscută (5,75%)
Conform recensământului efectuat în 2021, populația comunei Tulnici se ridică la 4.137 de locuitori, în creștere față de recensământul anterior din 2011, când fuseseră înregistrați 3.450 de locuitori. Majoritatea locuitorilor sunt români (94,25%), iar pentru 5,63% nu se cunoaște apartenența etnică. Din punct de vedere confesional, majoritatea locuitorilor sunt ortodocși (93,62%), iar pentru 5,75% nu se cunoaște apartenența confesională.

## Politică și administrație
Comuna Tulnici este administrată de un primar și un consiliu local compus din 13 consilieri. Primarul, Aurel Boțu[*], de la Partidul Național Liberal, este în funcție din 2016. Începând cu alegerile locale din 2024, consiliul local are următoarea componență pe partide politice:
|  | Partid                          | Consilieri | Componența Consiliului | Componența Consiliului | Componența Consiliului | Componența Consiliului | Componența Consiliului | Componența Consiliului | Componența Consiliului | Componența Consiliului | Componența Consiliului | Componența Consiliului |
|  | ------------------------------- | ---------- | ---------------------- | ---------------------- | ---------------------- | ---------------------- | ---------------------- | ---------------------- | ---------------------- | ---------------------- | ---------------------- | ---------------------- |
|  | Partidul Național Liberal       | 10         |                        |                        |                        |                        |                        |                        |                        |                        |                        |                        |
|  | Partidul Social Democrat        | 2          |                        |                        |                        |                        |                        |                        |                        |                        |                        |                        |
|  | Alianța pentru Unirea Românilor | 1          |                        |                        |                        |                        |                        |                        |                        |                        |                        |                        |

## Transport
Comuna este străbătută de șoseaua națională DN2D, care leagă Focșaniul de Târgu Secuiesc. La Lepșa, din acest drum se ramifică șoseaua națională DN2L, care leagă comuna spre nord și est de Soveja, Câmpuri, Răcoasa, Străoane, Panciu și Mărășești (unde se termină în DN2). Tot din DN2D, la Tulnici se ramifică șoseaua județeană DJ205L, care deservește comuna Păulești.

## Monumente istorice

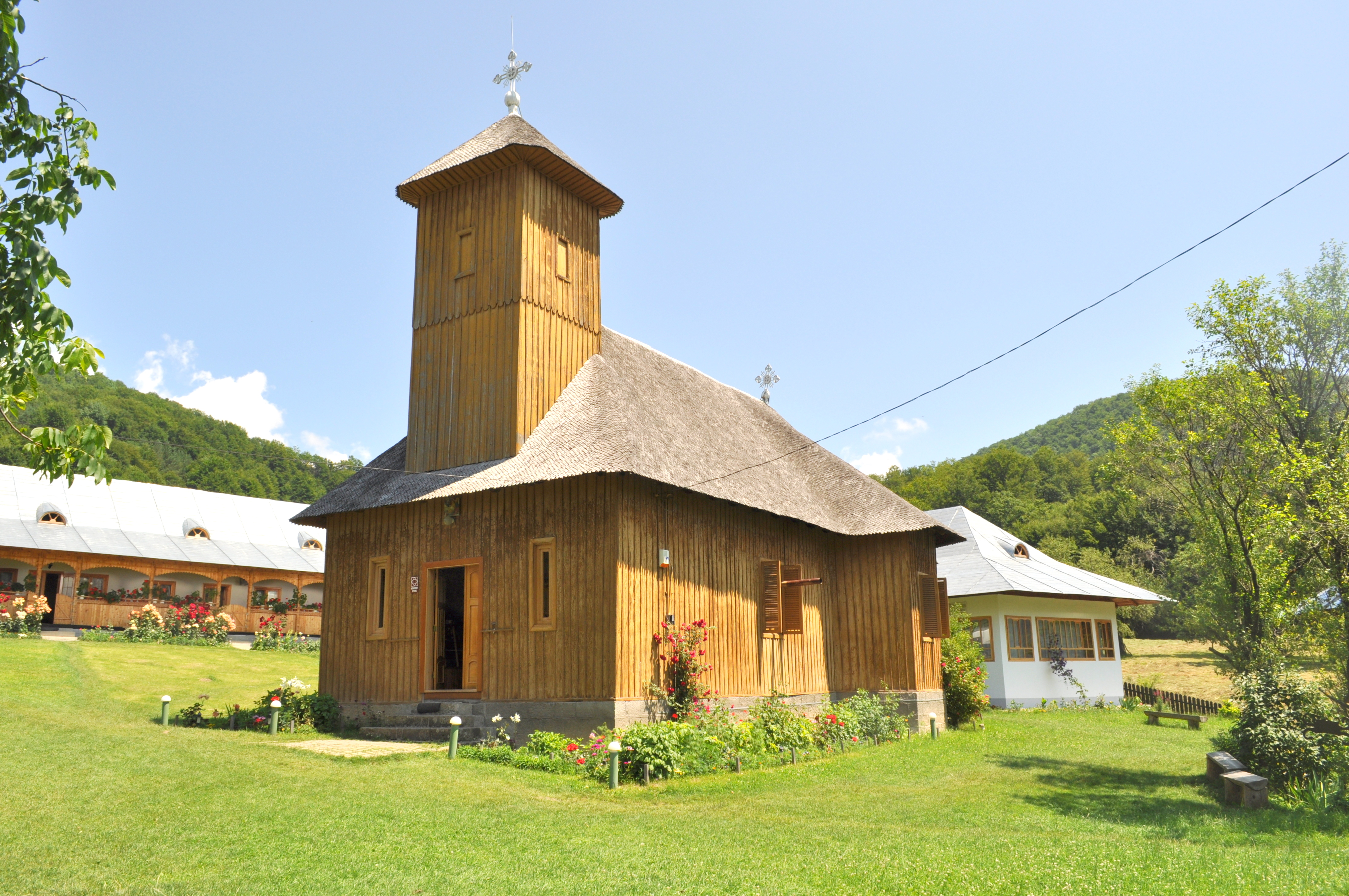
Biserica de lemn „Adormirea Maicii Domnului” de la mănăstirea Lepșa, monument istoric de interes local din comuna Tulnici.

Două obiective din comuna Tulnici sunt incluse în lista monumentelor istorice din județul Vrancea ca monumente de interes local, ambele fiind clasificate ca monumente de arhitectură. Unul este biserica de lemn „Adormirea Maicii Domnului” din incinta mănăstirii Lepșa, construită în anii 1930–1936. Celălalt este biserica „Sfântul Ioan Botezătorul” din satul Coza, clădire ridicată în 1873.

## Observatorul Tulnici
Observatorul Tulnici are coordonatele geografice: j = 45055 14 și l = 2604 15. El este situat pe terasa stângă a râului Putna, din Tulnici, în apropierea limitei sudice a frontului de convergență carpatică și al sistemelor cutate din foreland-ul zonei de curbură a Carpaților Estici, cu foredeep-ul Depresiunii Focșani. El se află în nord-estul zonei seismogene Vrancea caracterizată prin mișcări crustale semnificative, recente, cu ridicări (2 5mm/an) și coborâri de blocuri (3 mm/an) și o intensă activitate seismică normală și intermediară (MR £ 7,3; 60 £h £ 220 km), cu un volum seismogenic lateral limitat (70x30x200 km), puternic înclinat spre nord-vest. În zona Tulnici sunt prezente, în special, depozite sedimentare de molasă miocen inferioare (sare, gipsuri, gresii, conglomerate, marne) și medii (calcare, gipsuri, nisipuri etc) ale pânzei subcarpatice (2300-3400m )-cea mai externă unitate a Molavidelor, suprapusă tectonic pe depozitele de molasă ale cuverturii foredeep-ului Depresiunii Focșani. Cuvertura menționată cuprinde depozite de molasă miocen superioare-pleistocen inferioare (cca 10 km), formate într-un regim susținut de subsidență întreținut de fracturi profunde cu orientări NV-SE și NE-SV, restul, de cca 4–5 km, revenind intervalului miocen inferior-carbonifer.
Aparatura este montată într-o cabană mică, la subsolul căreia sunt amplasate, pe piloni de beton, un gravimetru de observator GS11 BN precum și 2 terminale ale clinometrelor cu lichid: terminalul W al clinometrului E-W și terminalul N al clinometrului N-S. Celelalte 2 terminale sunt amplasate în exterior, în cavități special amenajate la o adâncime de 1,5 m sub pământ. Înregistrările continue se efectuează digital pe o aparatură construită în Institut, cu o rezoluție de 12 biți, valorile fiind mediate pe intervale de 1 minut. Pe înregistrări se observă o puternică influență a factorilor perturbanți de suprafață, ridicând astfel o problemă delicată a separării lor de mișcările datorate factorilor de adâncime.

## Personalități născute aici
- Ion Ionașcu (1902 - 1979), istoric, profesor universitar.